# Mikojan-Gurevič MiG-19
Mikojan-Gurevič MiG-19 (rusko Микоян и Гуревич МиГ-19) (NATO oznaka: "Farmer") je bil sovjetski dvomotorni enosedežni reaktivni lovec druge generacije. Bil je prvo sovjetsko serijsko proizvajano letalo, ki je lahko letelo hitreje od zvoka v ravnem letu in prvi operativni nadzvočni lovec na svetu. Njegov ameriški konkurent je North American F-100 Super Sabre in deloma tudi novejša McDonnell Douglas F-4 Phantom II in Republic F-105 Thunderchief
20. aprila 1952 je OKB-155 dobil nalogo za razvoj novega letala I-340", ki je bil baziran na Mig-17. Za razliko je novo letalo imelo dva motorja Mikulin AM-5 s potiskom 19,6 kN vsak. Letalo naj bi doseglo Mach 1 na višini 2000 metrov in imelo največjo višino leta 17 500 metrov. Nov lovec je imel tovarniško oznako "SM-1" in je bil dokončan marca 1952.
Prototip je imel probleme s presurizacijo in motorji, ki so se velikokrat ugasnili in delovali sunkovito. Potem so uporabili nadgrajene motorje AM-5A, vsak z 21.1 kN potiska, letalo je komaj preseglo hitrost zvoka, zato so uporabili motorje AM-5F z dodatnim zgorevanjem. Novo letalo je dobilo oznako "I-360", (tovarniško "SM-2")
SM-2 so zgradili leta 1952 in je imel 1,6 metra daljši turp od SM-1, manjši razpon kril (9,04 m) in večjo težo 6802 kg. SM-2 je imel tudi novo krilo s 55° naklonom.
Tudi to letalo je imelo številne probleme, največja težava je bil eksplozija v letu zaradi pregrevanja gorivnih tankov, ki so bili nameščeni med motorji. Uporaba zračne zavore pri velikih hitrostih je povzročila dvig nosu. Piloti so imeli težave pri uvajanju na novo letalo. Z drugim prototipom "SM-9/2" so z aerodinamičnimi rešitvami deloma odpravili probleme. 
Zgradili so okrog 5500 MiG-19, najprej v Sovjetski zvezi in Češkoslovaški, potem pa tudi na Kitajskem kot Šenjang J-6. Bojno je bil uporabljen med Vietnamsko vojno, Šestdnevno vojno in Bangladeško vojno.
Vsi sovjetsko zgrajeni Mig-19 so bili enosedeženi, kitajski trenažer JJ-6 pa je bil dvosedežni.
Pozneje ga je v Sovjetski zvezi nadomestil bolj sposobni Mikojan-Gurevič MiG-21

## Tehnične specifikacije (MiG-19S)
Podatki iz OKB MiG Aircraft and History
Splošne karakteristike
- Posadka: 1
- Dolžina: 12,54 m (41 ft)
- Razpon kril: 9,0 m (29 ft 6 in)
- Višina: 3,9 m (12 ft 10 in)
- Površina kril: 25,0 m² (270 ft²)
- Teža praznega letala: 5 447 kg (11 983 lb)
- Maks. vzletna teža: 7 560 kg (16 632 lb)
- Pogon letala: 2 × Tumanski RD-9B turboreaktivna z dodatnim zgorevanjem, 31,9 kN (7 178 lbf) vsak

 Zmogljivost 
- Maks. hitrost: 1 455 km/h (909 mph)
- Doseg: 1 390 km (860 mi) 2 200 km z odvrgljivimi tanki
- Višina leta: 17 500 m (57 400 ft)
- Hitrost vzpenjanja: 180 m/s (35 425 ft/min)
- Obremenitev kril: 302,4 kg/m² (61,6 lb/ft²)
- Razmerje potisk/teža: 0,86Oborožitev

- Strelno orožje: 3x 30 mm NR-30 topi (75 naboje za tope na krilih, 55 nabojev za top na trupu)
- Nosilci za orožje: 4 pod krili, največ 1000 kg[2]  in zalogo orožja s kombinacijo:
  - Rakete: nevodljive rakete
  - Izstrelki: 4 Vimpel K-13 rakete zrak-zrak
  - Bombe: 250 kg  bombe